# Каммерлок, Рон
Ро́нальд «Рон» Ка́ммерлок (англ. Ronald «Ron» Kammerlock) — канадский кёрлингист.
В составе мужской сборной Канады участник и бронзовый призёр чемпионата мира 1981. Чемпион Канады среди мужчин (1981).
Играл в основном на позиции первого.

## Достижения
- Чемпионат мира по кёрлингу среди мужчин: бронза (1981).
- Чемпионат Канады по кёрлингу среди мужчин: золото (1981).

## Команды
| Сезон   | Четвёртый      | Третий         | Второй        | Первый        | Запасной    | Турниры            |
| ------- | -------------- | -------------- | ------------- | ------------- | ----------- | ------------------ |
| 1977—78 | Керри Бартник  | Greg Blanchard | Рон Каммерлок | Lyle Derry    |             | ЧКЮ 1978 (4 место) |
| 1980—81 | Керри Бартник  | Марк Олсон     | Джим Спенсер  | Рон Каммерлок |             | ЧК 1981 · ЧМ 1981  |
| 1987—88 | Керри Бартник  | Джим Спенсер   | Рон Каммерлок | Don Harvey    | Джефф Райан | ЧК 1988 (4 место)  |
| 1994—95 | James Kirkness | Джим Спенсер   | Стив Гулд     | Рон Каммерлок |             |                    |
| 1996—97 | John Bubbs     | Марк Олсон     | Джим Спенсер  | Рон Каммерлок |             |                    |
| 1998—99 | James Kirkness | Дэн Кэри       | Джим Спенсер  | Рон Каммерлок |             |                    |

(скипы выделены полужирным шрифтом)

## Частная жизнь
Его сын Дэн Каммерлок (англ. Dan Kammerlock) — тоже кёрлингист, играл в команде Керри Бартника на чемпионате Канады 2008.